# Прапор Кубинки

Міське поселення Кубинка Одинцовського району Московської області Росії, має власну символіку – герб та прапор. Міську символіку було затверджено 24 квітня 2009 року.

## Опис прапора
Прапор Кубинки являє собою прямокутне блакитне полотнище із співвідношенням ширини до довжини 2:3 з зеленою смугою в ¼ ширини вздовж нижнього краю. Посередині полотнища кінний вершник в обладунках російського драгуна періоду Французько-російської війни 1812 року який тримає палаш на руку. Зелений колір  показує лісові багатства та родючість навколишніх земель. Блакить – символізує чисте небо, повітря. Срібло – символ чистоти, мудрості, благородства.